# Фрідріх Гольц
Фрідріх Леопольд Гольц (нім. Friedrich Leopold Goltz; 14 серпня 1834, Познань — † 5 травня 1902, Страсбург) — німецький фізіолог, племінник письменника Боґуміла Гольца.

## Життя
Гольц вивчав медицину в університеті Альберта в Кенігсберзі з 1853 по 1857 рік. У зимовому семестрі 1855/56 рр. він став членом Німецького братства. У 1858 році він отримав докторський ступінь із дисертацією De spatii sensu cutis.
Після закінчення навчання він залишився в Альбертині і став там прозектором у 1861 році, приват-доцентом у 1862 році та професором у 1865 році. З 1870 року він був професором фізіології в Галле, з 1872 року в Страсбурзі. У 1874 році він був обраний членом Леопольдіни. У 1888 році став ректором Страсбурзького університету.
Фрідріх Гольц працював над серцевою функцією, дотиком і особливо над нейрофізіологією та рефлекторними явищами. Він першим виконав гемісферектомію собаці.
Він вийшов у відставку в 1901 році і помер у Страсбурзі в травні 1902 року. Свій останній спочинок він знайшов на місцевому цвинтарі Св. Урбанса.